# Grace S. Castagnetta
Grace Sharp Castagnetta (* 10. Juni 1912 oder 1909 in New York City (NY); † 1996 oder 1998) war eine amerikanische Komponistin, Pianistin, Schriftstellerin, Klavierlehrerin und Arrangeurin.

## Leben
Grace Castagnetta wurde am 10. Juni 1909 oder 1912 in New York geboren. Ihre Eltern waren Francis Castagnetta und Grace Sharp Castagnetta. Bereits im Alter von 4 Jahren hatte sie ihren ersten öffentlichen Auftritt.
Grace begann ihr Klavierstudium an der Rutherford High School, setzte dieses bei Nicholas Elsenheimer in New York fort und studierte schließlich von 1928 bis 1931 am Konservatorium der Musik in Köln unter Peter Dahm. Sie schloss ihre Ausbildung am Curtis Institute of Music ab.
Nach Beendigung ihrer Pianostudien arbeitete Grace Castagnetta als Privatdozierende für Klavier und Komposition am Trenton State College und war Mitglied der American Musicological Society.
Neben ihrer Tätigkeit als Privatdozierende komponierte und arrangierte Grace Musik- und Pianostücke. Einen besonderen Fokus ihres Schaffens legte sie auf die Musikbildung für Kinder. In diesem Zuge entstanden zahlreiche Musikbücher für Kinder, die Grace zusammen mit verschiedenen Autoren und Illustratoren, darunter Virginia Lee Burton, Anne Malcolmson und Hendrik Willem Van Loon, verfasste.

## Veröffentlichungen
(Quelle: )

### Solo
- Christmas on the Siena pianoforte. 1956; Counterpoint/Esoteric Records.

### Kollaborationen
- The Songs We Sing. 1936; Verfasser: Hendrik Willem van Loon & Grace Castagnetta; Simon & Schuster.
- The Arts. 1937; Verfasser: Hendrik Willem van Loon; musikalische Illustrationen: Grace Castagnetta; Simon & Schuster.
- Christmas Carols. 1937; Verfasser: Hendrik Willem van Loon & Grace Castagnetta; Simon & Schuster.
- Folk Songs of Many Lands. 1938; Verfasser: Hendrik Willem van Loon & Grace Castagnetta; Simon & Schuster.
- The Last of the Troubadours: The Life and Music of Carl Michael Bellman 1740–1795; 1939; Verfasser: Hendrik Willem van Loon & Grace Castagnetta; Simon & Schuster.
- The Songs America Sings; 1939; Verfasser: Hendrik Willem van Loon & Grace Castagnetta; Simon & Schuster.
- The Message of the Bells; 1942; Verfasser: Hendrik Willem van Loon; Musik: Grace Castagnetta; New York Garden City.
- Song of Robin Hood; 1947; Verfasserin: Anne Malcolmson; Musik: Grace Castagnetta; Illustration: Virginia Lee Burton; Houghton, Mifflin, and Company.
- Good Tidings: A Musical Pantomime of the Nativity Story for Children. 1958; Verfasserinnen: Ellen Borchard Reton & Grace Castagnetta; The Boston Music Co.